# 哈德逊高地
哈德逊高地是纽约州哈德逊河兩岸山地的稱呼，主要位於哈德遜河東側的普特南县和西邊的奥兰治县。高地的兩側分別向韦斯特切斯特县和罗克兰县南部延伸。由北向南，哈德遜高地構成了纽约-新泽西高地的北部山地。
哈德逊河从南部的頓德博山流入該地區，也從北部纽约州康沃尔郡附近的断颈岭和风暴王山匯入。这些高地在美國的环境、文化和軍事歷史中有著重要的地位。

## 地质
高地的基岩是雷丁尖峰的一部分，已有十億多年的歷史，形成于格伦维尔造山运动期間，是阿巴拉契亚山脉的核心，該山脉是由連續的造山运动形成。現在的山脉是在新生代晚期的地平衡過程中顯露出来的。当冰川穿过高地时，山丘被磨成了圓形。高地是阿巴拉契亚山脉中的低嶺，在熊山州立公园和熊山大桥之間達到最低海拔。河流流经高地時变得更窄更深，在加里森附近达到66米深的最深点。高地的许多路段都具有挑战性，因此赢得了“世界盡頭”等稱號。

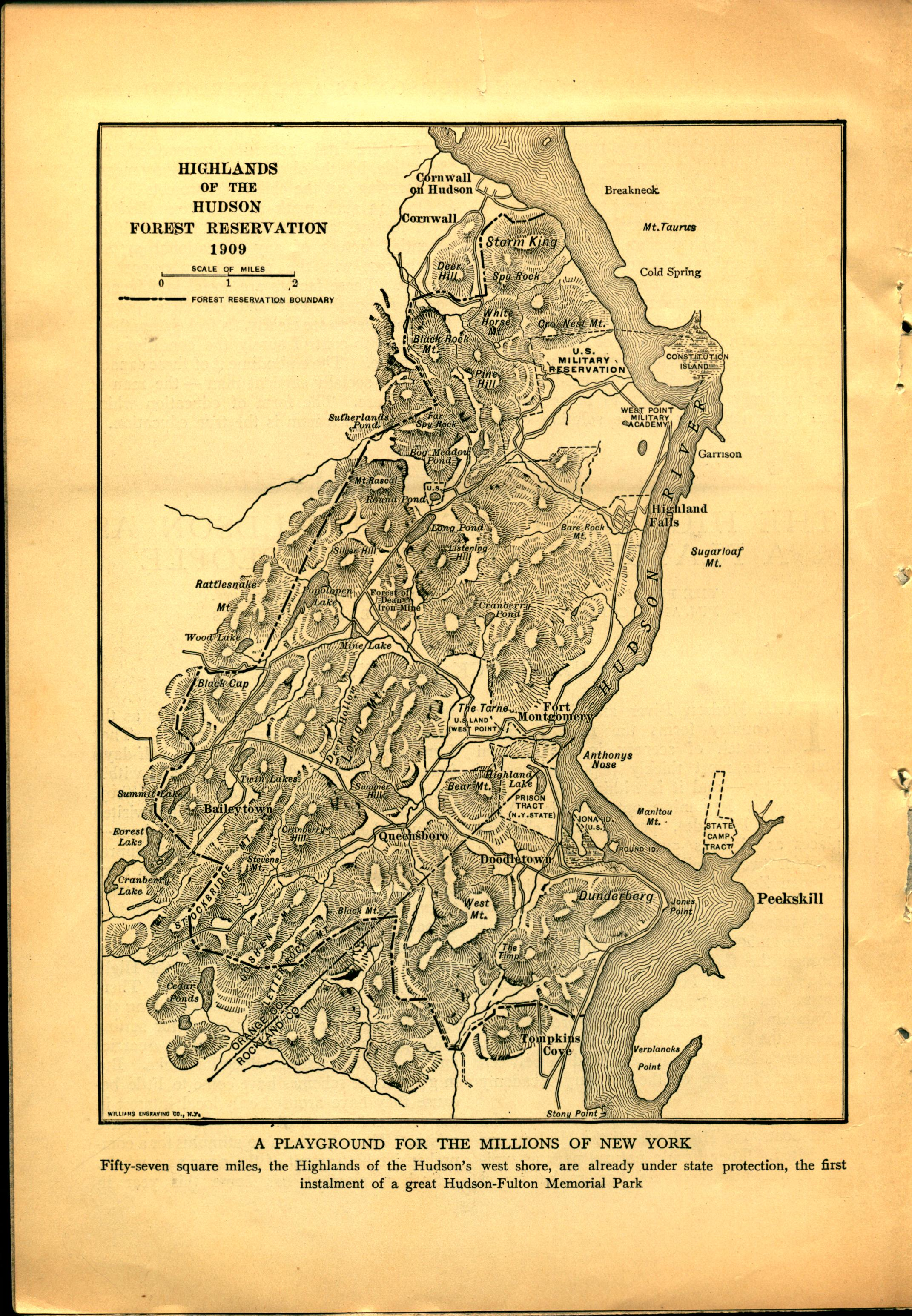
哈德逊森林保護區，1909年

## 外部鏈接
- NYS - Hudson Highlands State Park 的存檔，存档日期2005-12-17.